# Mirjam Michaelis (Schriftstellerin)
Mirjam Michaelis (geboren als Lotte Adam 19. Juni 1908 in Berlin; gestorben Januar 2004 in Dalja) war eine israelische Schriftstellerin.

## Leben
Lotte Adam war eine Tochter des Kaufmanns Semmy Adam und der Hedwig Belgard. Sie besuchte das IV. Lyzeum in Berlin-Charlottenburg mit dem Abschluss der Mittleren Reife und arbeitete ab 1924 als Angestellte in einem Verlag, in einem Anwaltsbüro und in einer Klinik. Sie engagierte sich in der zionistischen Jugendbewegung, musste ihr Engagement aber wegen des Broterwerbs einschränken, da sie das Abitur auf dem Berliner Abendgymnasium anstrebte. Sie schrieb Lyrik, veröffentlichte etwas in der Berliner Morgenpost und wurde Mitglied des Schutzverbandes Deutscher Schriftsteller, auf dessen Veranstaltungen in Berlin sie Kontakt zu anderen Künstlern fand. Als Werkstudentin studierte sie ab 1930 Geschichte, Philosophie und Germanistik an der Berliner Universität.
Nach der Machtergreifung der Nationalsozialisten 1933 wurde ihr Studienbuch mit dem Stempel „Jude“ versehen. Trotzdem nahm Emil Dovifat es auf sich, sie noch 1934 mit einer Dissertation über die inzwischen eingestellte Zeitung Tägliche Rundschau zu promovieren, die Adam auch noch in Druck bringen konnte. Sie wurde als Jüdin nicht in die Reichskulturkammer aufgenommen und konnte deshalb ihre Lyrik nur noch im Kreise des Jüdischen Kulturbundes publizieren. Sie erhielt einen Lyrikpreis der Künstlerhilfe der Jüdischen Gemeinde Berlin. 
Ab 1935 arbeitete sie bei Hechaluz als Jugendgruppenleiterin für jüdische Jugendliche, die sich auf die Alija, die Auswanderung nach Palästina, vorbereiteten. 1938 emigrierte sie mit ihrem Ehemann Fritz Micha Michaelis selbst dorthin. Lotte Adams Mutter wurde 1942 in das Warschauer Ghetto deportiert und im Konzentrationslager Trawniki ermordet.
Mirjam und Micha Michaelis gehörten zu den Gründern des Kibbuz Dalja. Sie hatte zwei Kinder und arbeitete auf dem Feld, im Krankendienst, in der Küche und später auch in der Fabrik für Feinmechanik im Kibbuz. 
Im Jahr 1963 schrieb sie ihr erstes Gedicht in hebräischer Sprache, und 1981 erschien ein hebräischer Lyrikband. Sie betätigte sich auch als literarische Übersetzerin zwischen den zwei Sprachen. Sie war Mitglied des Verbandes deutschsprachiger Schriftsteller Israels und betreute seit 1979 dessen Archiv.

## Werke (Auswahl)

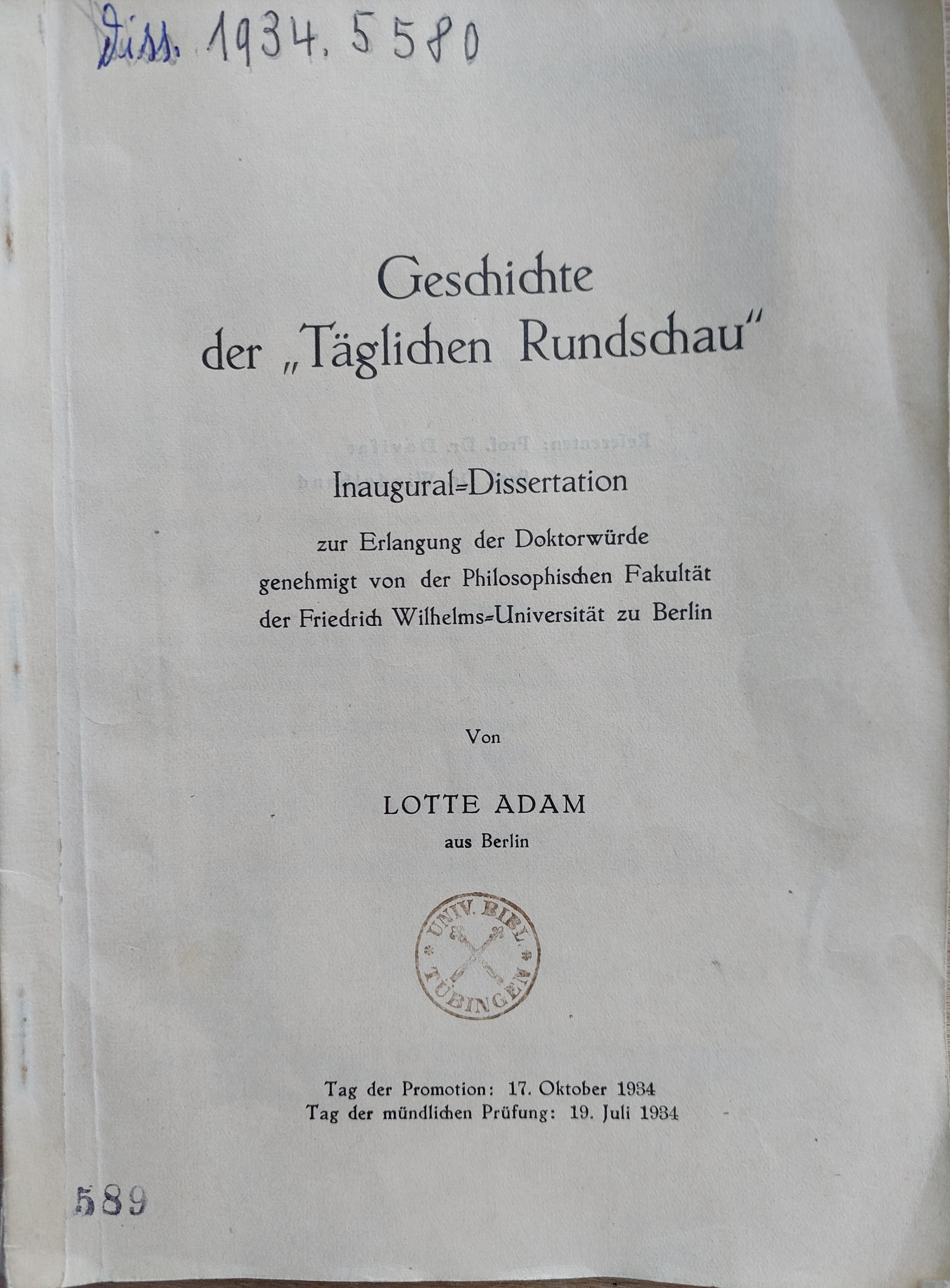
Dissertation 1934

- Lotte Adam: Geschichte der „Täglichen Rundschau“. Berlin, Univ., Diss., 1934 (mit Lebenslauf)
- Das Schweigen durchbrechen. Lyrik. Berlin : Boesche, 1984
- Ein Brief an Ophira. Erzählungen. Klagenfurt : Mnemosyne, 1992
- Ein Spiel mit Worten. Lyrik. Berlin : Boesche, 1993
- Die grosse und die kleine Welt. Herausgegeben und Nachwort von Irmgard Klönne, Münster : Lit, 1995
- 4 Bücher in Hebräisch